# Wykrzyknienie
Wykrzyknienie (inaczej eksklamacja, z łac. exclāmātiō; gr. ἐκφώνησις ekphṓnēsis) – figura retoryczna, wyraz, grupa wyrazów lub zdanie wykrzyknikowe, eliptyczne, często urwane (gr. ἀποσιώπησις aposiṓpēsis – niedomówienie), wtrącone w tok wypowiedzi, często w formie apostrofy. Adresat takiego wykrzyknienia może być mniej lub bardziej określony.
Wykrzyknienie zazwyczaj jest wyrazem emocjonalnego zaangażowania nadawcy wypowiedzi, sygnalizuje jego stan uczuciowy. Figura ta ma za zadanie wyrażać uczucia wstrętu, zachwytu, nienawiści, smutku itp.
Przykłady zdań z wykrzyknieniami: „Ojej, ona ma nowego kotka!”, „Och, zgubiłem swoje kapcie!”, „Ach, nie mam okularów!”.